# Jannis Ritsos
Jannis Ritsos (græsk: Γιάννης Ρίτσος; født 1. maj 1909 i Monemvasia i Grækenland – 1. november 1990 i Athen) var en græsk forfatter og venstreorienteret aktivist som var et aktiv medlem af den græske modstandsbevægelse under anden verdenskrig. I 1931 blev han medlem af det Græske kommunistparti.
Hans digtning blev flere gange forbudt i Grækenland fordi den var venstreorienteret. Hans vigtigske værker var Traktor (1934), Pyramider (1935), Epitaf (1936) og Vigilie (1941–1953).
1. ↑  Navnet er anført på engelsk og stammer fra Wikidata hvor navnet endnu ikke findes på dansk.